# Acalypha wilkesiana
Acalypha wilkesiana är en törelväxtart som beskrevs av Johannes Müller Argoviensis. Acalypha wilkesiana ingår i släktet akalyfor, och familjen törelväxter. Inga underarter finns listade i Catalogue of Life.

## Bildgalleri

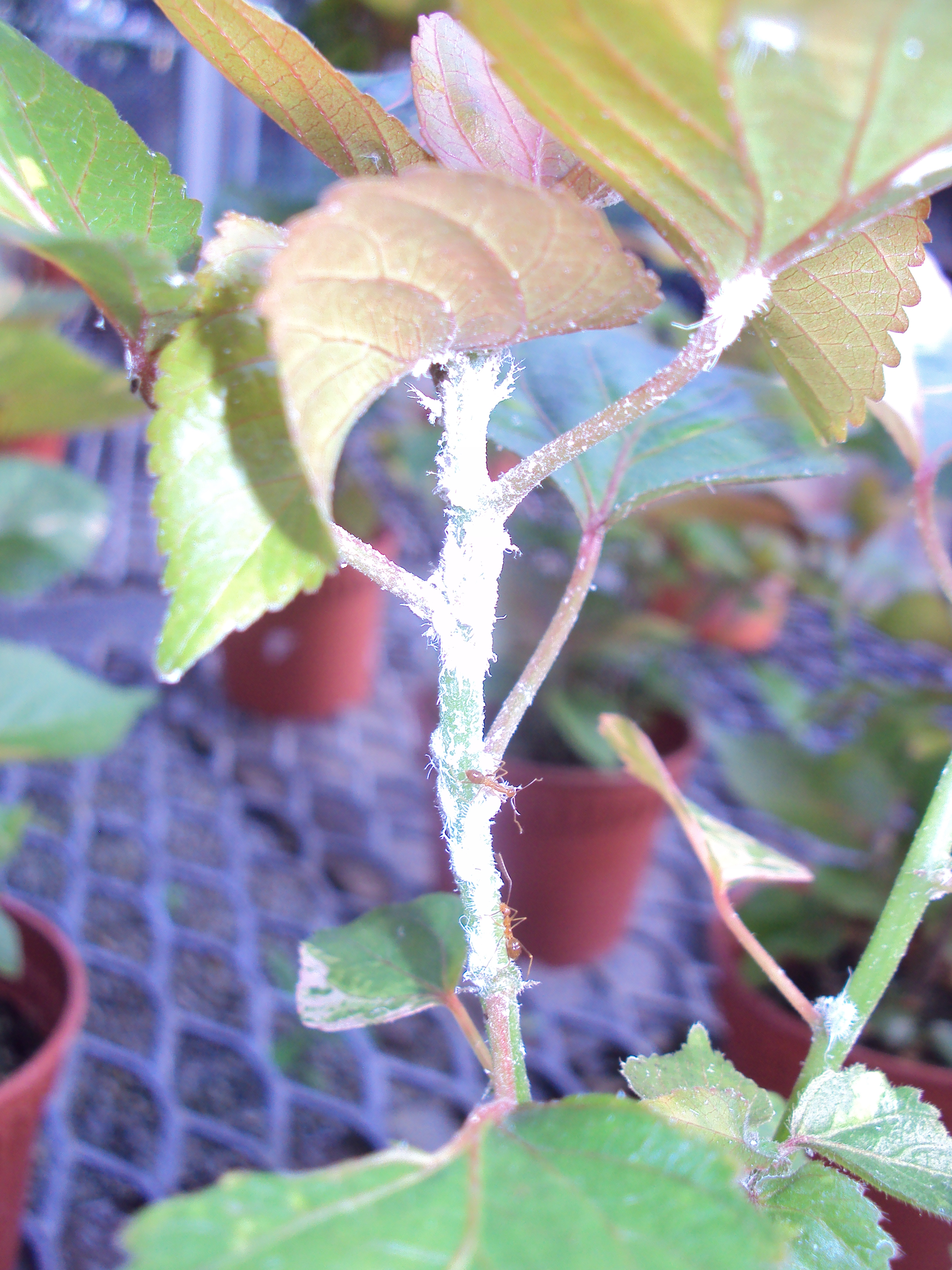
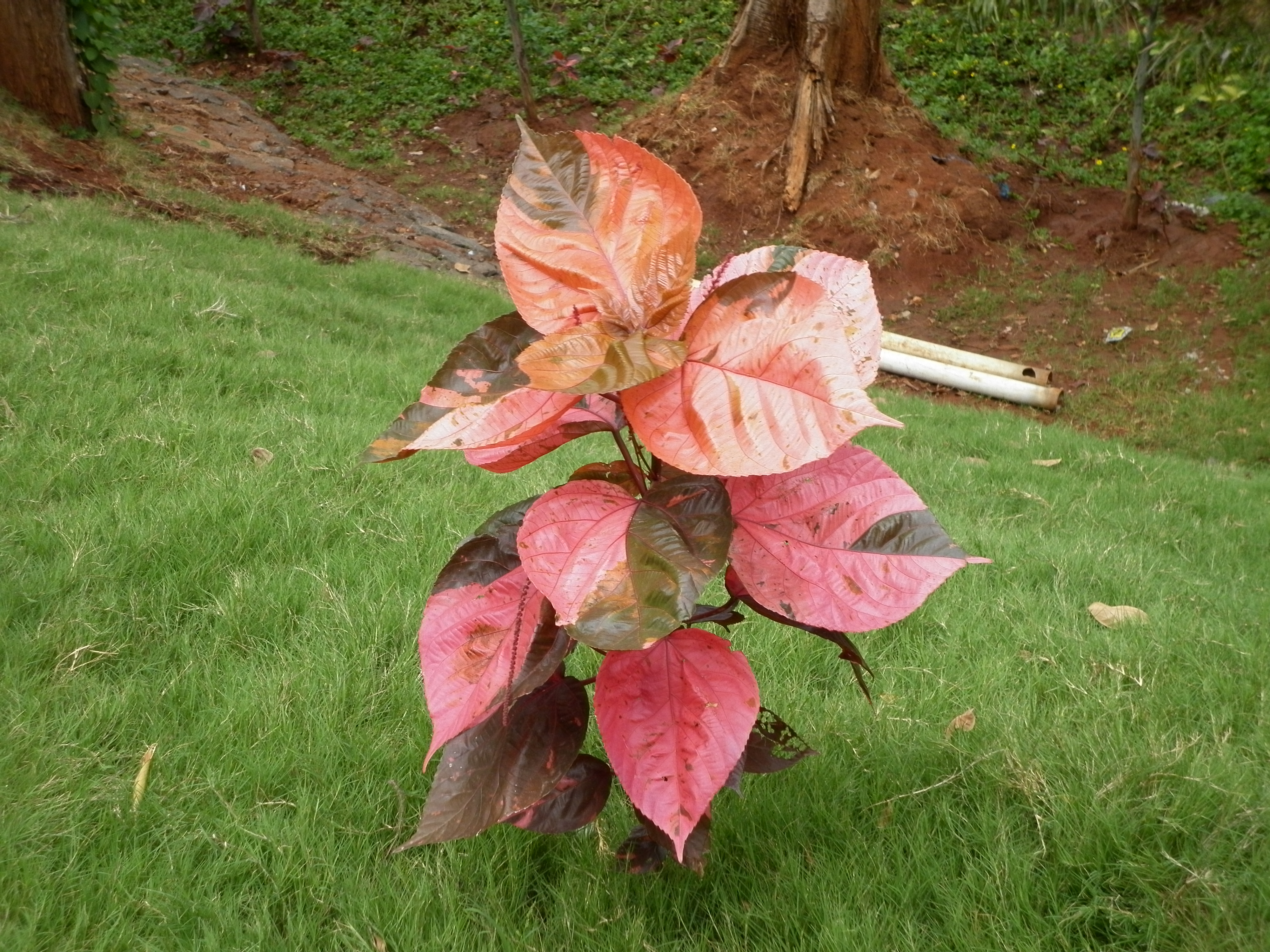
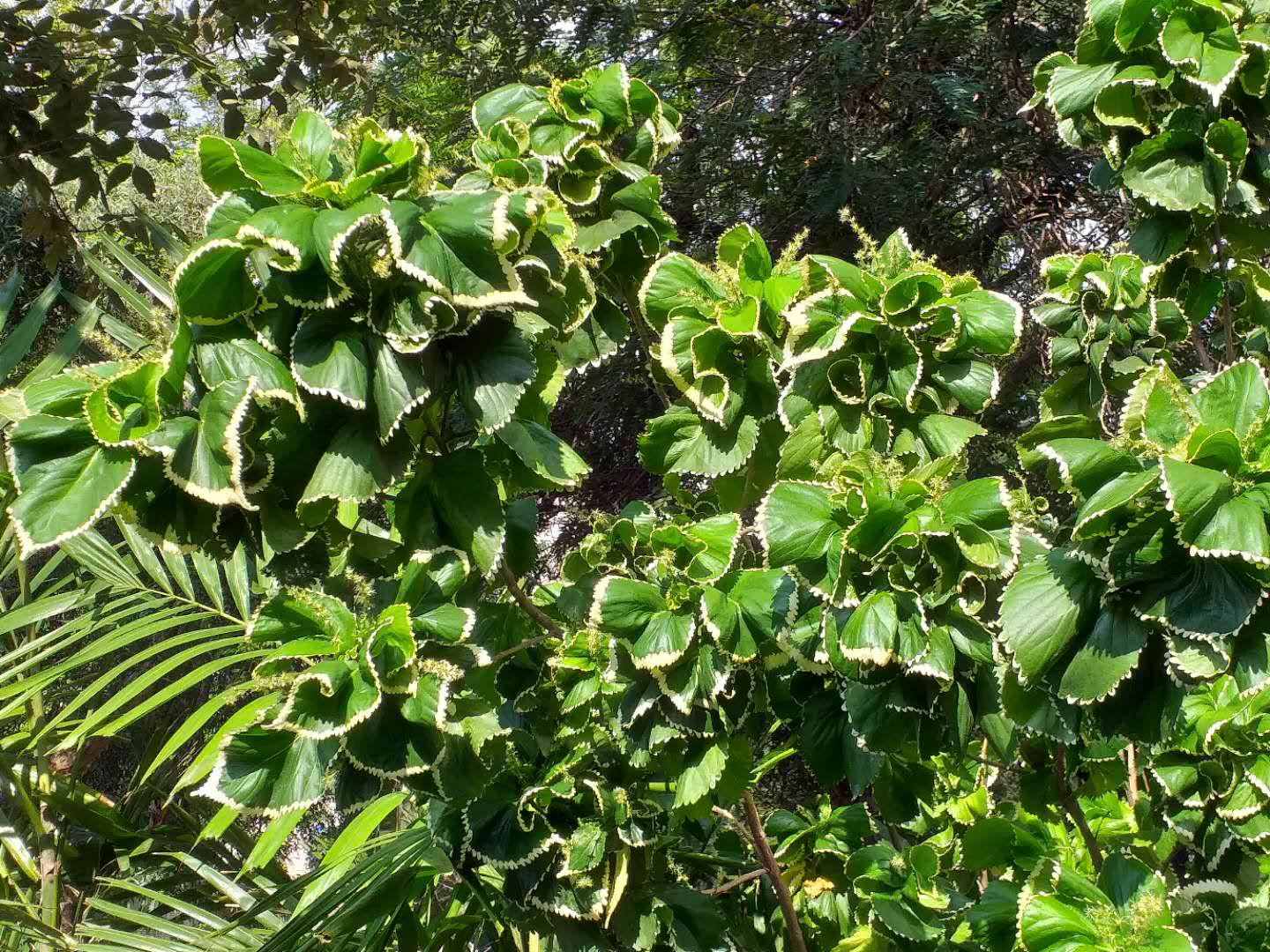
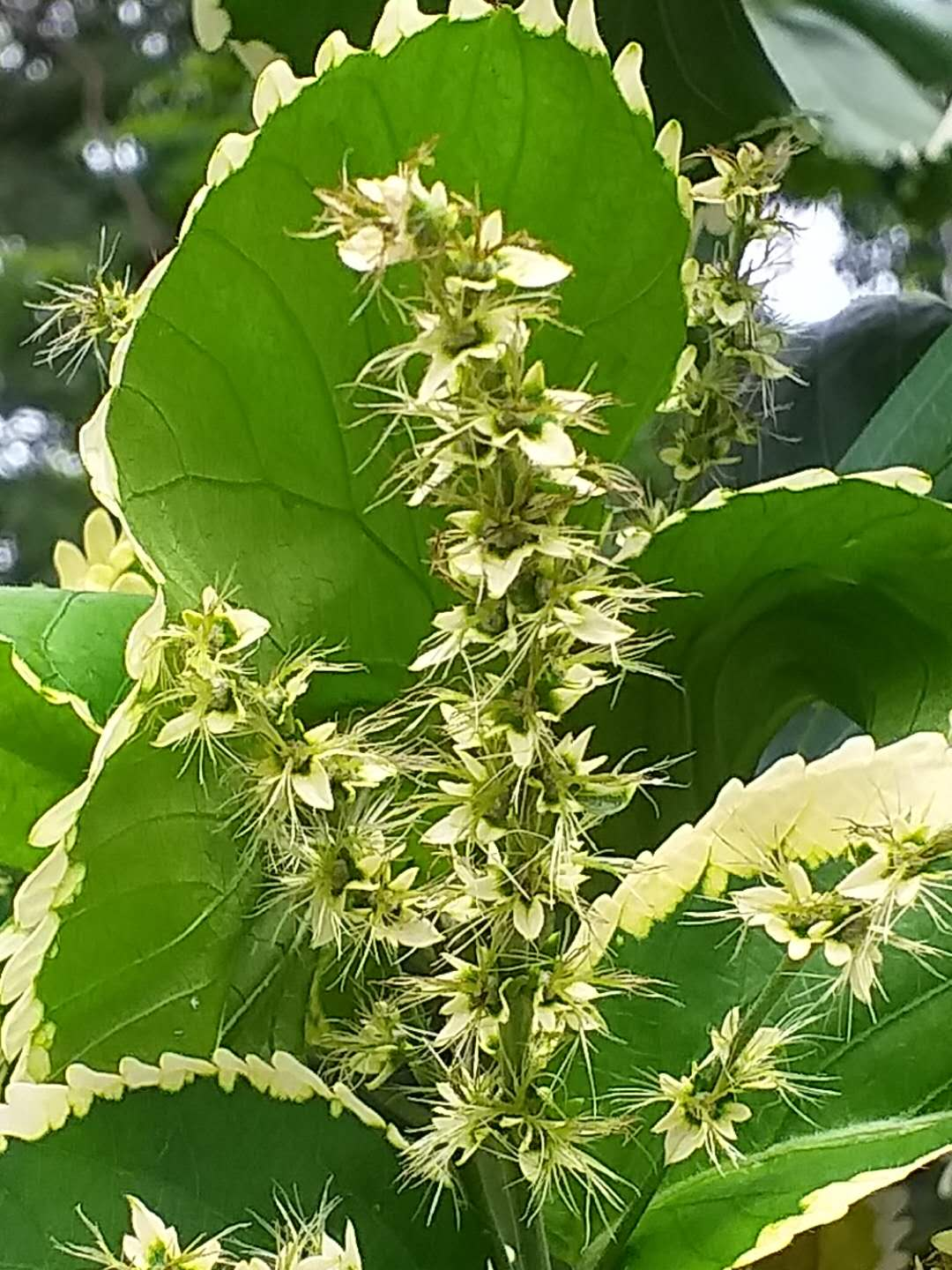